# アルゼンチン中央銀行
アルゼンチン中央銀行（アルゼンチンちゅうおうぎんこう、スペイン語: Banco Central de la República Argentina、略称:BCRA）は、アルゼンチンの中央銀行である。外為基金の管理や、銀行など金融業に対する監督、物価安定の維持、アルゼンチン・ペソの価値の維持等重要な役割を持つ。1935年5月28日に6つの議会制定法が制定し、旧アルゼンチン通貨連盟に代わり設立された。